# 호구 (보호 장비)

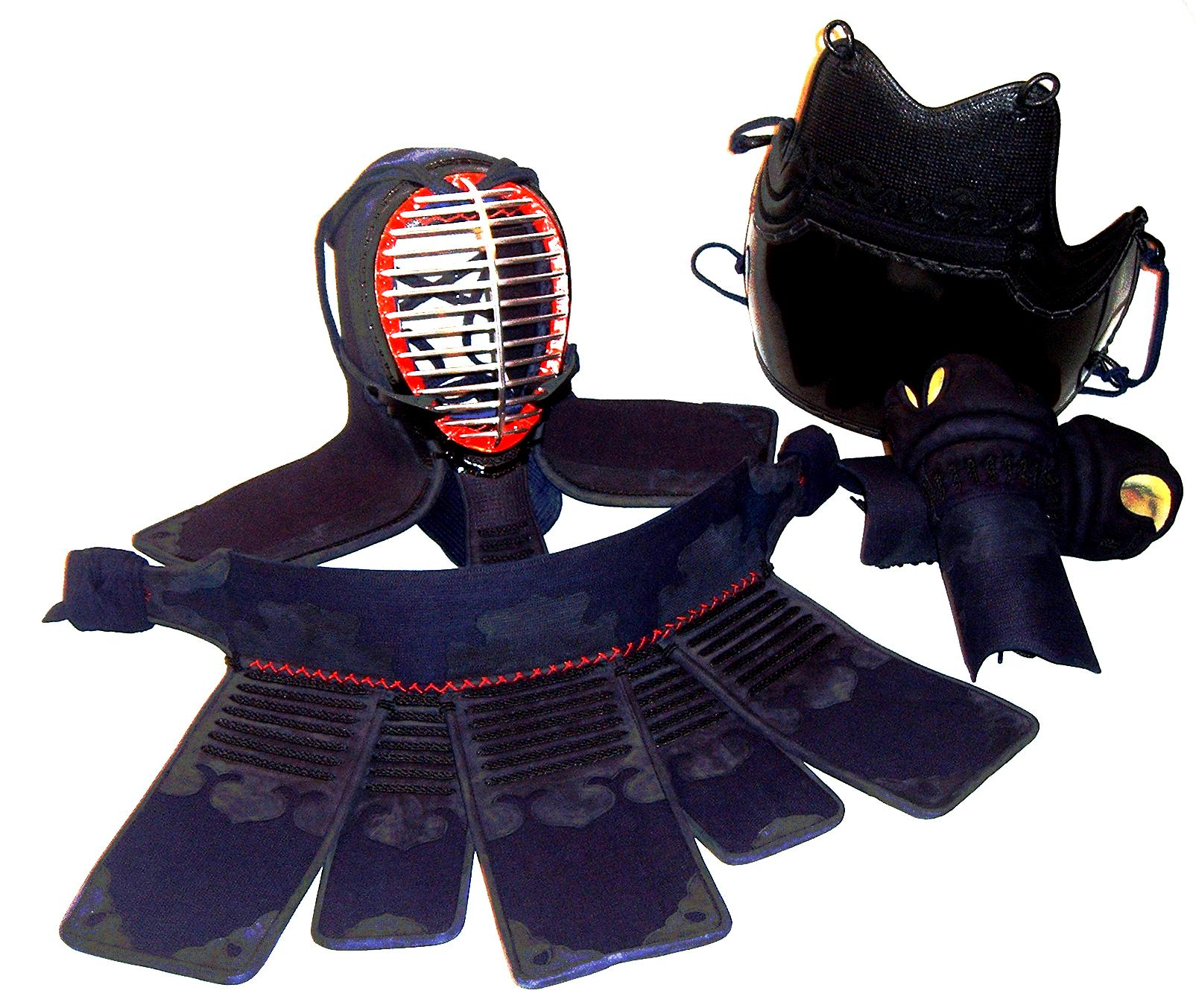
검도의 호구

호구(護具) 검도나 태권도 등 직접타격을 입는 스포츠에서 몸을 보호하는 도구를 호구라고 한다.

## 검도
죽도와 나기나타에 의한 타격으로부터 두부와 흉부 등을 보호하기 위한 장비이다.
갑옷과 투구를 모태로 하여 휴대성과 장착시의 움직임 등을 고려하려 형태 및 재질등이 변화해 왔다. 호구의 원형은 17세기 중반 검술의 한 유파인 지키신카게류 검술 등에서 존재했지만, 현대의 형태인 호구가 완성된 것은 메이지 시대에 와서 정착된 것이다.

### 종류 및 구조
호구에는 호면, 호완, 갑, 갑상으로 구성되어 있다. 나기나타에는 스네아테를 더해 다섯부분으로 구성되어 있다.
호면(護面)
- 머리와 목을 보호하는 보호구로 안면부위는 금속 격자로 되어 죽도가 얼굴을 찌르지 못하도록 얼굴을 보호하고 있다.

호완(護腕)
- 손과 팔을 보호하는 보호구로 좌우 한쌍이다. 주로 사슴가죽,오리사시지 또는 합성피혁으로 만들며, 손목부위는 호완을 차도 타격때문에 통증을 느끼기 쉽기 때문에 안에 추가로 아대를 끼기도 한다.

갑
- 가습과 복부, 겨드랑이 밑부분을 보호하는 보호구로 플라스틱과 대나무, 경화섬유 등으로 매우 튼튼한 재질로 만든다.

갑상
- 허리와 국부를 보호하는 보호구이다.

스네아테

### 장비의 착용 순서
호구의 착용순서는 갑상, 갑, 호면, 좌호완, 우호완 순으로 착용한다. 벗을때는 그의 역순이다.
초급자의 수련인 경우 갑상과 갑만 착용하고 호면과 호완을 착용하지 않는 경우도 있다.
나기나타의 경우 스네아테는 갑을 착용한 후 착용한다.

## 같이 보기
- 호구 (보호 장비)